# Sertularella spirifera
Sertularella spirifera is een hydroïdpoliep uit de familie Sertulariidae. De poliep komt uit het geslacht Sertularella. Sertularella spirifera werd in 1931 voor het eerst wetenschappelijk beschreven door Stechow. 